# Kenneth Russell Unger
Kenneth Russell Unger född 19 april 1898 i Newark, New Jersey, död 6 januari 1979 i Pompano Beach, Florida, var en amerikansk flygare och flygaräss.
När första världskriget bröt ut tog sig Unger till Kanada för att anmäla sig som frivillig i kriget. Han placerades i Royal Flying Corps som löjtnant, och sändes till Frankrike. Under en spaningsflygning 30 oktober kom han bort från sin flyggrupp när hans flygplansmotor slutade att fungera. Ensam i luften lyckades han få igång motorn, men när han skulle flyga ikapp sin grupp anfölls han av sju Fokkerflygplan. Trots att han var i kraftigt underläge tog han upp kampen. Han lyckades träffa ett flygplan med sin eldgivning, och med luftakrobatik utmanövrerade han de andra flygplanen och tog sig åter till sin flygbas. Vid krigets slut tillskrevs han nio segrar i luftdueller och en drakballong. Han tilldelades en Distinguished Flying Cross för sina insatser under krigsåren.
Efter kriget återvände han till USA och anställdes 6 september 1920 som postflygare i San Francisco. Men arbetet som postflygare löpte inte smärtfritt. Han blev kritiserad när han satte säkerheten före flyguppdragen. Detta ledde till missnöje bland hans chefer och när Unger ansökte om ledighet för att medverka i en hastighetsflygtävling nekades han ledigheten med motiveringen att postpiloter inte fick tävla.
Medan han tjänstgjorde i Salt Lake City, struntade Unger i förbudet att bedriva egen verksamhet vid sidan av postflyget. Tillsammans med en vän startade han bolaget Unger Aircraft Co för att bedriva passagerarflygningar. 9-10 maj 1925 annonserade man i lokaltidningen Salt Lake Telegram att man genomförde flygningar över staden till en kostnad av 2,5 dollar. Under söndagen 10 maj genomförde ett par passagerarflygningar med Nelson som pilot. Under den sista flygningen havererade flygplanet och två passagerare omkom. Fem dagar senare avskedades Unger från postflyget, eftersom man ansåg att han brutit mot postflygets regler.